# Clint Robinson
Clint David Robinson (Brisbane, 27 juli 1972) is een Australisch kanovaarder.
Robinson won tijdens de Olympische Zomerspelen 1992 de gouden medaille op de K-1 1000 meter en de bronzen medaille vier jaar later. Samen met Nathan Baggaley won Robinson de olympische zilveren medaille op de C-2 500 meter.

## Belangrijkste resultaten

### Olympische Zomerspelen
| Editie | Plaats    | Resultaten                |
| ------ | --------- | ------------------------- |
| 1992   | Barcelona | K-1 1000m                 |
| 1996   | Atlanta   | K-1 1000m                 |
| 2000   | Sydney    | HF K-1 1000m              |
| 2004   | Athene    | K-2 500m                  |
| 2008   | Peking    | HF K-2 500m 10e K-4 1000m |

### Wereldkampioenschappen vlakwater
| Jaar | Plaats      | Resultaten             |
| ---- | ----------- | ---------------------- |
| 1991 | Parijs      | K-4 10000 m            |
| 1994 | Mexico-stad | K-1 1000 m · K-2 500 m |
| 1995 | Duisburg    | K-1 1000 m             |

1936: Gregor Hradetzky ·
1948: Gert Fredriksson ·
1952: Gert Fredriksson ·
1956: Gert Fredriksson ·
1960: Erik Hansen ·
1964: Rolf Peterson ·
1968: Mihály Hesz ·
1972: Aleksandr Sjaparenko ·
1976: Rüdiger Helm ·
1980: Rüdiger Helm ·
1984: Alan Thompson ·
1988: Greg Barton ·
1992: Clint Robinson ·
1996: Knut Holmann ·
2000: Knut Holmann ·
2004: Eirik Verås Larsen ·
2008: Tim Brabants ·
2012: Eirik Verås Larsen ·
2016: Marcus Walz ·
2020: Bálint Kopasz ·
2024: Josef Dostál